# Coplean
Coplean – wieś w Rumunii, w okręgu Kluż, w gminie Cășeiu. W 2011 roku liczyła 393 mieszkańców.